# Alexander Petrowitsch Skugarew
Alexander Petrowitsch Skugarew (russisch Александр Петрович Скугарев; * 13. März 1975 in Angarsk, Russische SFSR) ist ein ehemaliger russischer Eishockeyspieler, der zuletzt bei Buran Woronesch in der Perwaja Liga unter Vertrag stand. 

## Karriere
Alexander Skugarew begann seine Karriere als Eishockeyspieler bei Amur Chabarowsk, für die er von 1997 bis 2000 in der russischen Superliga aktiv war. Anschließend wechselte er zu deren Ligarivalen Lokomotive Jaroslawl, mit dem er 2002 und 2003 jeweils Russischer Meister wurde. Trotz der Erfolge verließ der Angreifer den Verein wieder und spielte in den folgenden beiden Jahren für den HK Lada Toljatti, mit dem er in der Saison 2004/05 Vizemeister wurde. Daraufhin schloss er sich dem amtierenden Meister HK Dynamo Moskau an, mit dem er auf europäischer Ebene 2006 den IIHF European Champions Cup gewann, wobei er sich im Finale mit Dynamo gegen Kärpät Oulu aus der finnischen SM-liiga durchsetzte. Im Sommer 2007 unterschrieb Skugarew bei Dynamos Stadtrivalen HK ZSKA Moskau, mit dem er auch die Saison 2008/09 in der neugegründeten Kontinentalen Hockey-Liga begann. Während der Spielzeit wechselte er allerdings zu dessen kasachischen Ligarivalen Barys Astana.
Nach einjähriger Auszeit vom Eishockey, schloss sich Skugarew zur Saison 2010/11 Jermak Angarsk aus der neuen zweiten russischen Spielklasse, der Wysschaja Hockey-Liga, an. Kurz vor Saisonende wechselte er zu dessen Ligarivalen Krylja Sowetow Moskau. Nachdem Krylja Sowetows Profiabteilung aufgelöst worden war, unterschrieb er zur Saison 2011/12 einen Vertrag bei Buran Woronesch in der drittklassigen Perwaja Liga.

### International
Für Russland nahm Skugarew an der Weltmeisterschaft 2004 teil, bei der er mit seiner Mannschaft den zehnten Platz belegte. 

## Erfolge und Auszeichnungen
- 2002 Russischer Meister mit Lokomotive Jaroslawl
- 2003 Russischer Meister mit Lokomotive Jaroslawl
- 2005 Russischer Vizemeister mit dem HK Lada Toljatti
- 2006 IIHF-European-Champions-Cup-Gewinn mit dem HK Dynamo Moskau

## KHL-Statistik
(Stand: Ende der Saison 2010/11)